# Фоссато-ді-Віко
Фоссато-ді-Віко (італ. Fossato di Vico) — муніципалітет в Італії, у регіоні Умбрія, провінція Перуджа.
Фоссато-ді-Віко розташоване на відстані близько 160 км на північ від Риму, 38 км на північний схід від Перуджі.
Населення — 2903 особи (2014).

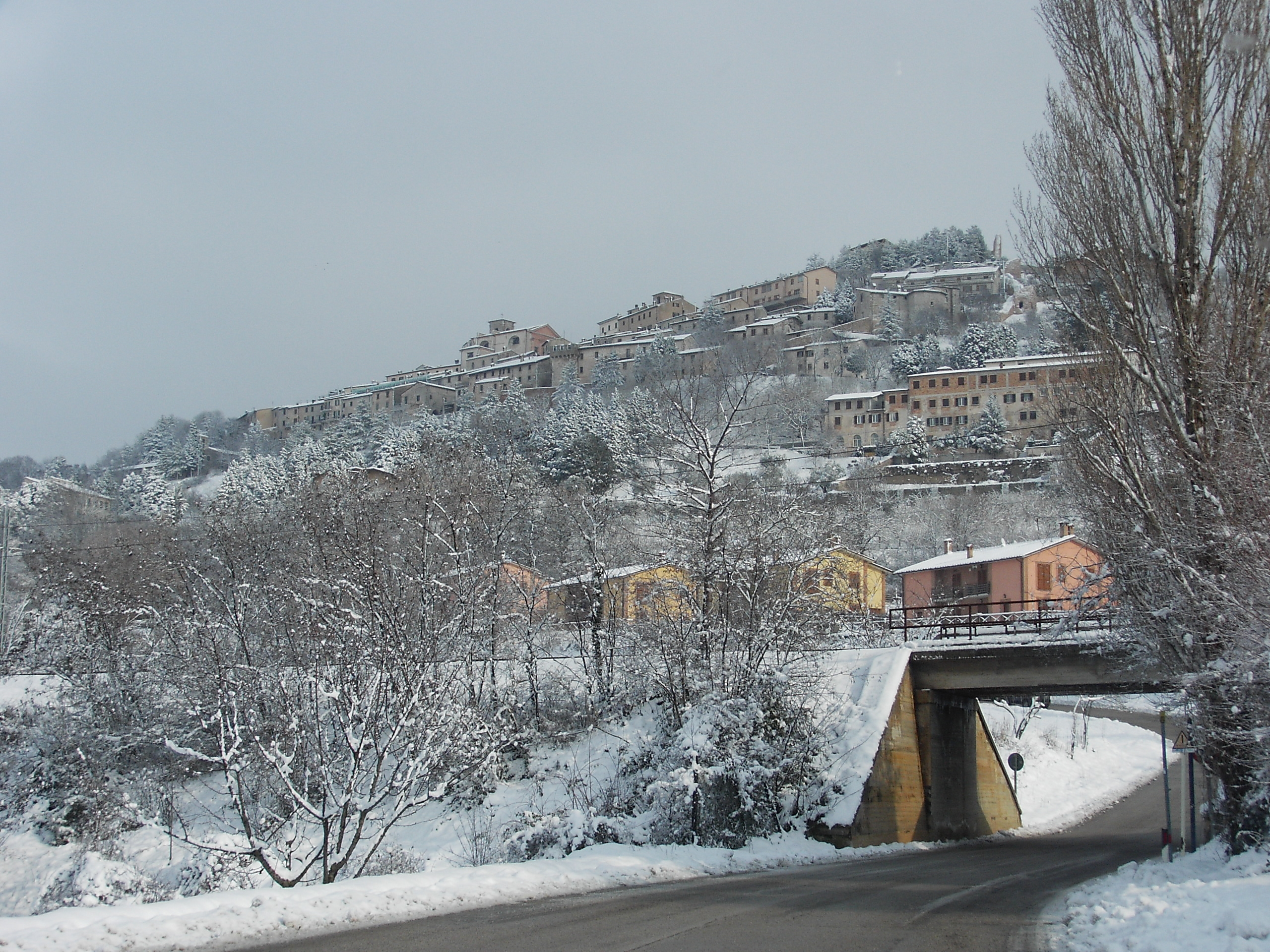

Щорічний фестиваль відбувається 20 січня. Покровитель — Святий Севастіан (San Sebastiano).

## Демографія
Населення за роками:

Станом на 1 січня 2023 року в муніципалітеті офіційно проживали 332 іноземці з 34 країн, серед них 76 громадян країн Євросоюзу та 9 громадян України.

## Сусідні муніципалітети
- Фабріано
- Гуальдо-Тадіно
- Губбіо
- Сіджилло

## Галерея зображень

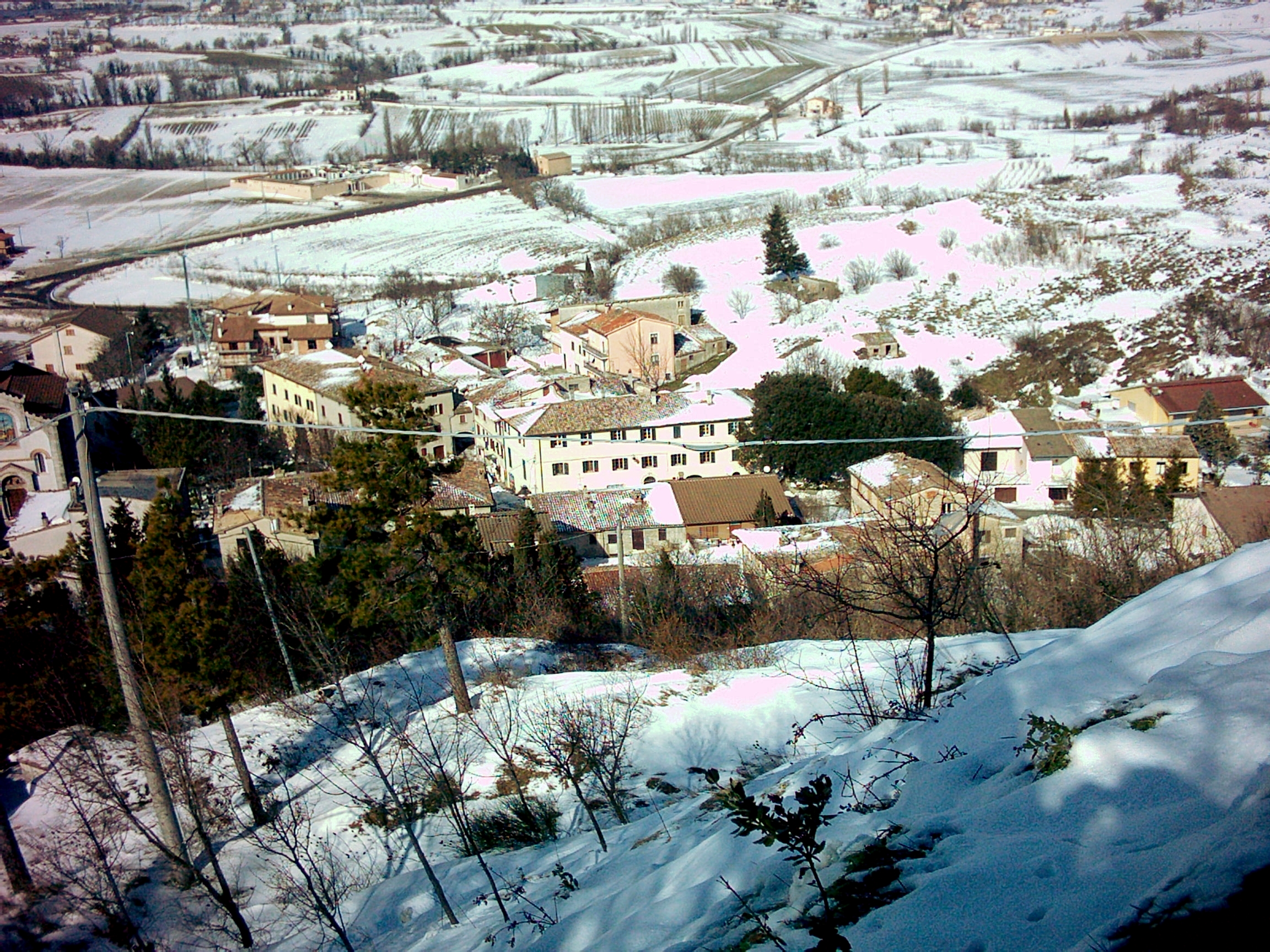
Panorama Borgo
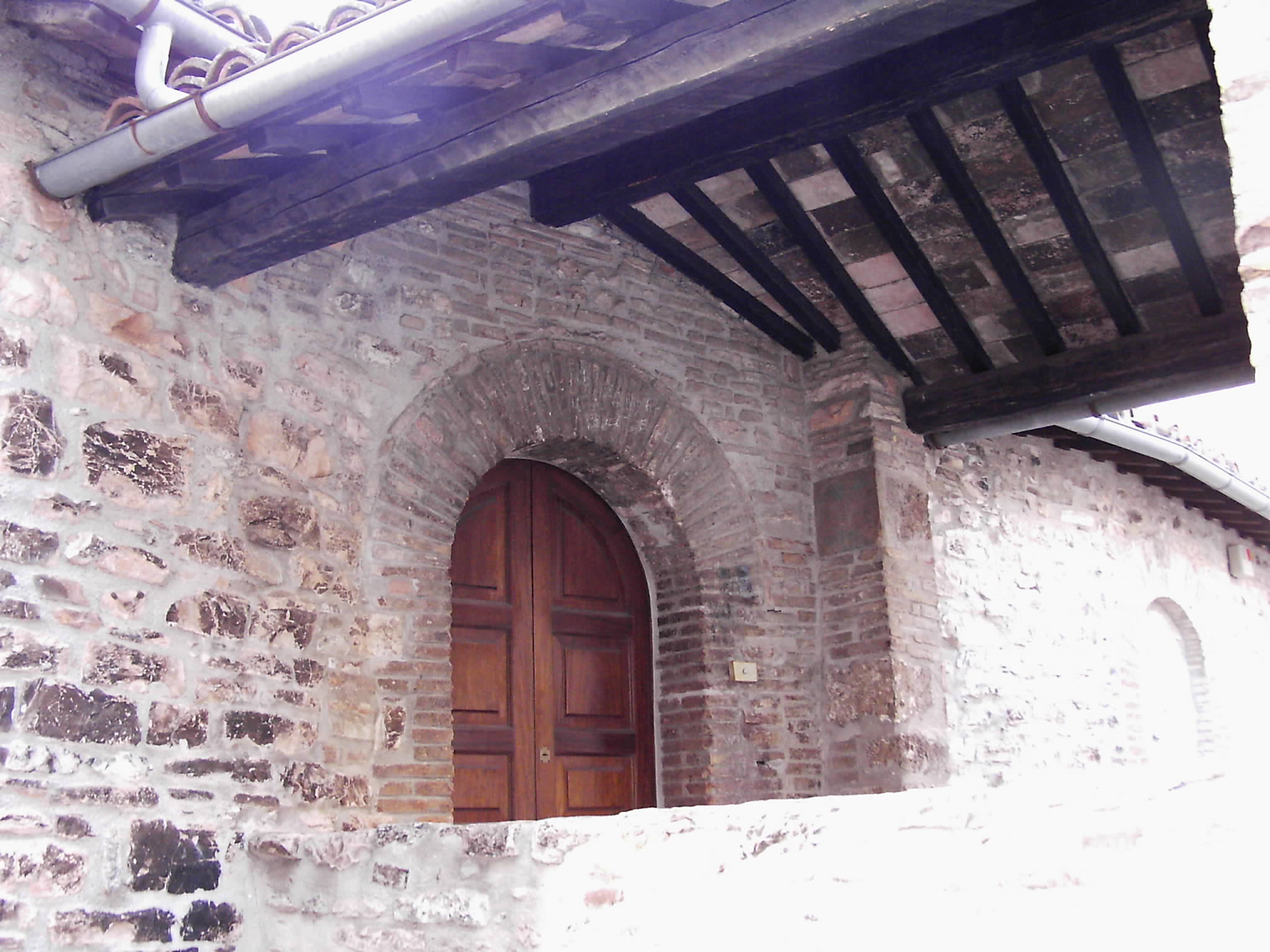
Il Vecchio Palazzo Comunale
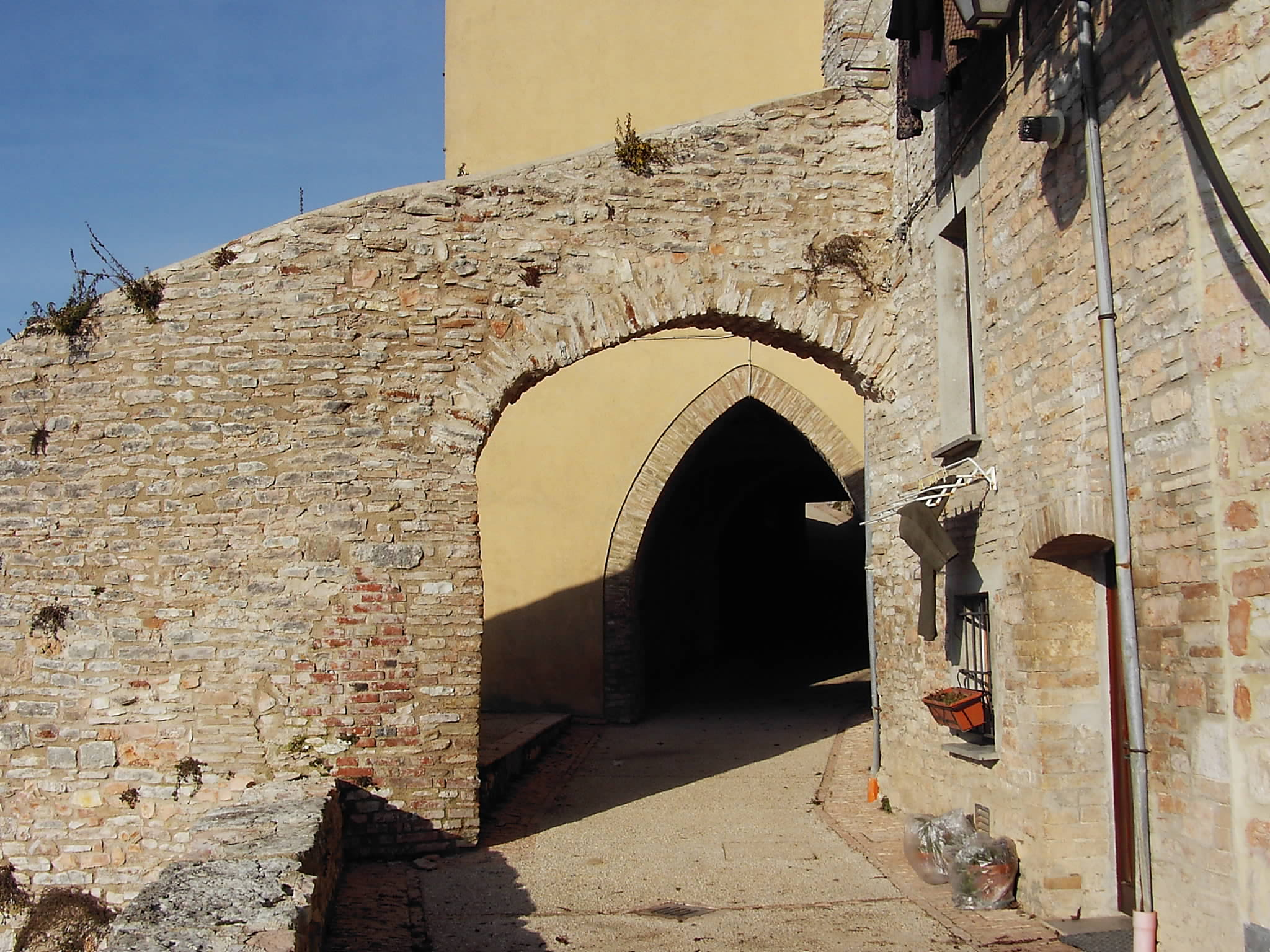
Via Le Rughe
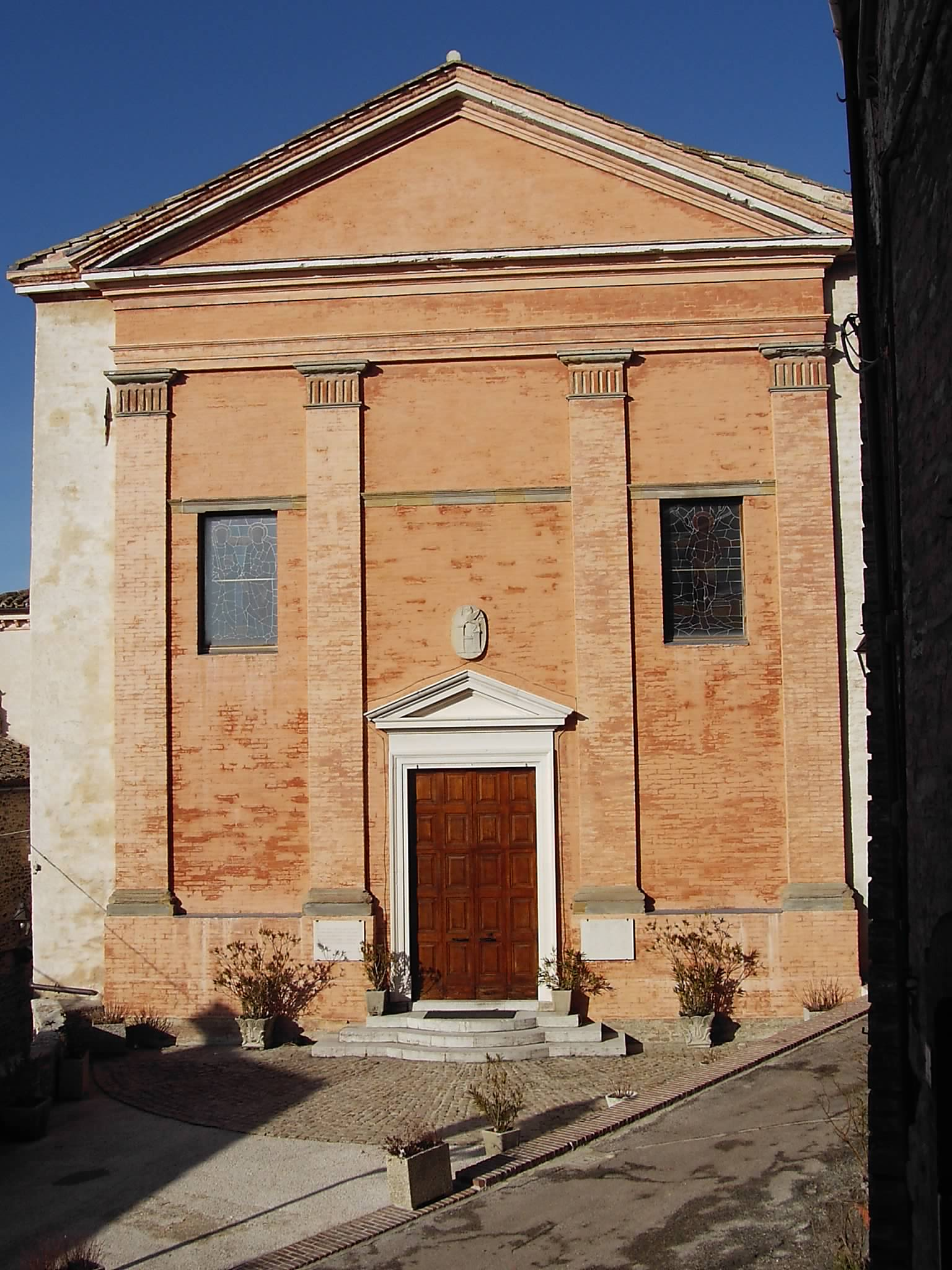
San Sebastiano
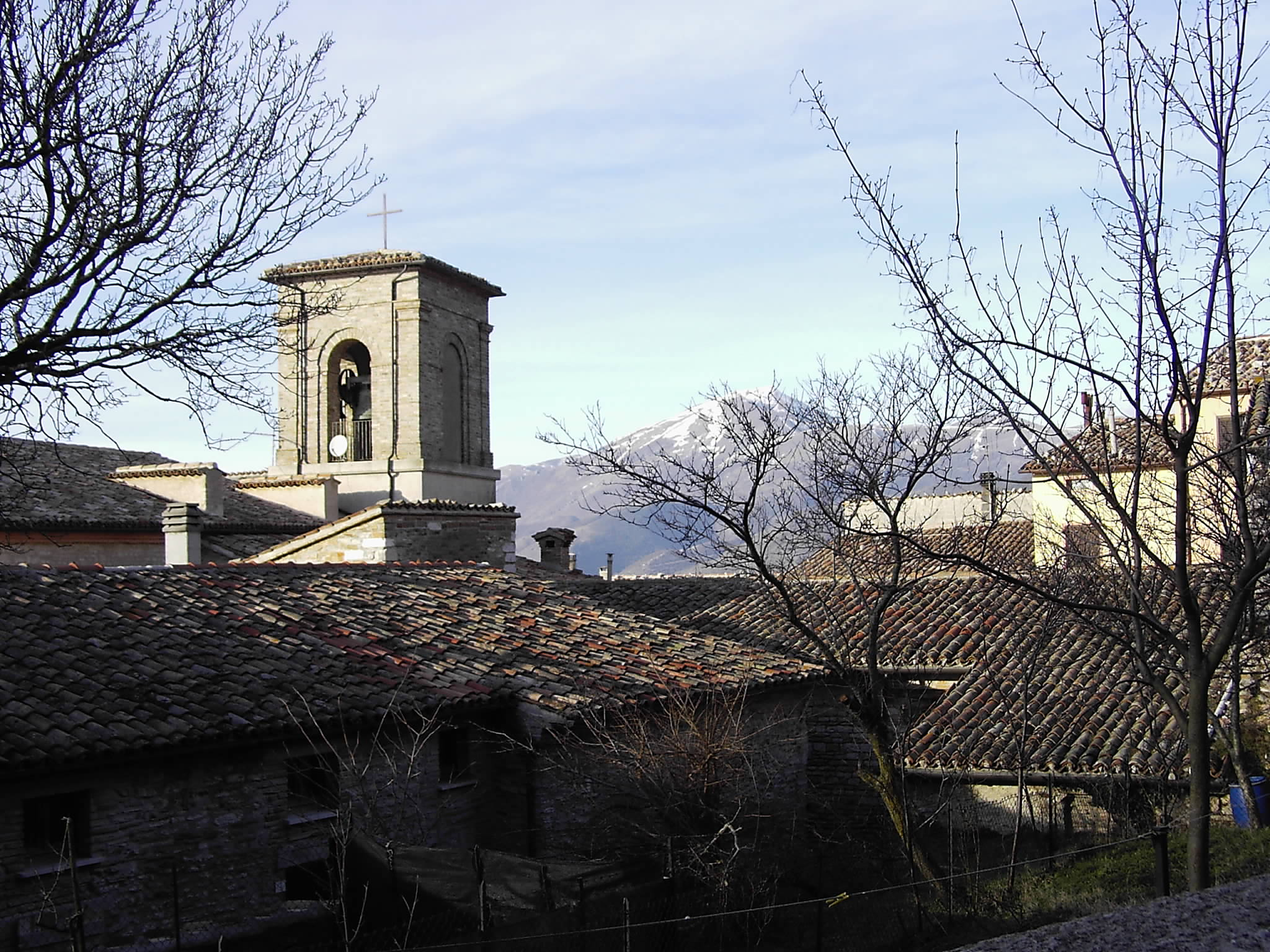
Campanile di S. Sebastiano
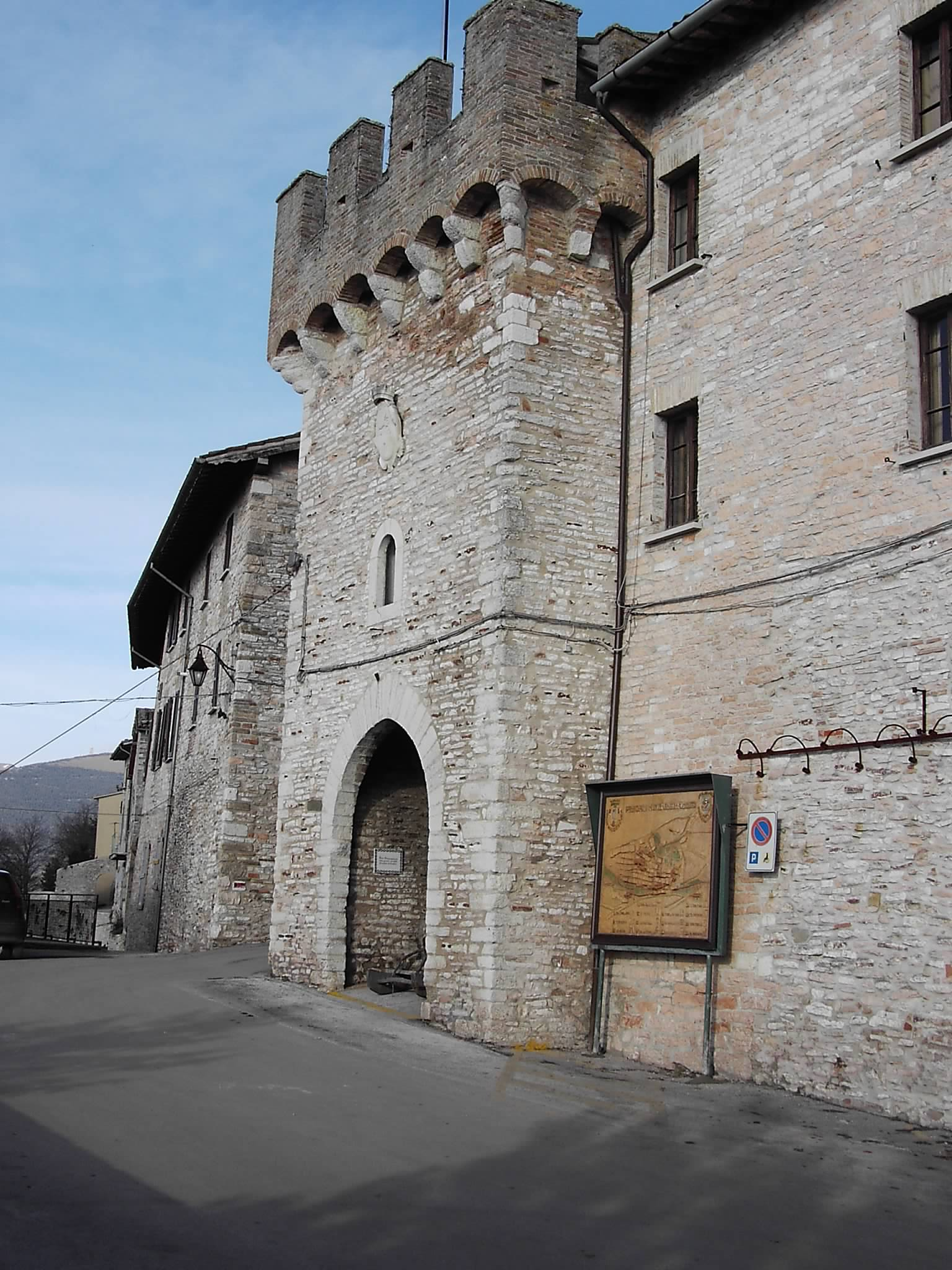
Torre e palazzo comunale
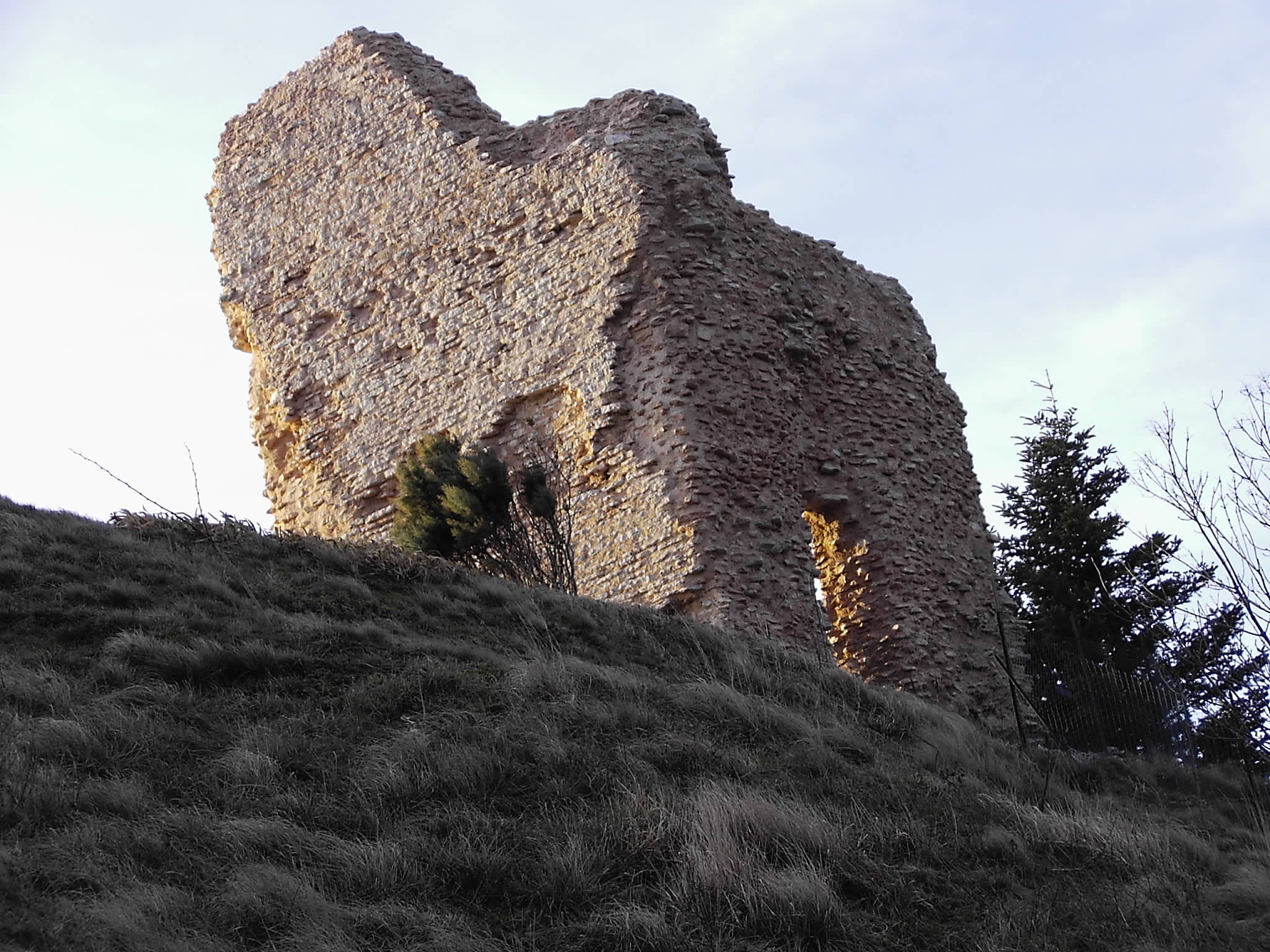
Roccaccio